# Neuer Bahnhof Thessaloniki
Der Neue Bahnhof Thessaloniki (griechisch Νέος Σιδηροδρομικός Σταθμός Θεσσαλονίκης Néos Sidirodromikós Stathmós Thessaloníkis) ist der Hauptbahnhof der zweitgrößten griechischen Stadt, Thessaloniki.

## Geschichte
Planungen für einen neuen Bahnhof wurden in den 1930er Jahren vorangetrieben. An den verkehrstechnischen Planungen war der spätere Präsident der Deutschen Bundesbahn, Edmund Frohne, beteiligt. Für das Empfangsgebäude wurde ein internationaler Architekturwettbewerb ausgeschrieben, den der deutsche Architekt Hans Kleinschmidt gewann. Dessen Entwürfe wurden aber nie komplett verwirklicht, vielmehr später von anderen Architekten verändert. Die Fundamente für das Empfangsgebäude wurden bereits vor dem Zweiten Weltkrieg gelegt, jedoch kam die Bautätigkeit mit dem Kriegseintritt Griechenlands zum Erliegen. Luftangriffe in den 1940er Jahren verursachten zwar keine Schäden an der Infrastruktur, behinderten aber die Projektentwicklung für 15 Jahre. In Betrieb blieb weiter der südlich gelegene, bereits 1872 errichtete Alte Bahnhof. Nach 1958 übernahmen die griechischen Architekten Molfesi und Papagianni den Weiterbau. Am 12. Juni 1961 fuhren die ersten Züge. In den ersten Jahren wurde der Bahnhof nur vom Fernverkehr angefahren. Nach Erneuerungs- und Ausbauarbeiten verkehren dort seit 2007 auch die Nahverkehrszüge unter der Marke Proastiakos.
Seit 2014 wurde an der Anbindung an die im Bau befindliche U-Bahn gearbeitet. Die Bauarbeiten verzögerten sich durch bedeutende archäologische Funde jedoch beträchtlich, so dass die Metro Thessaloniki erst am 30. November 2024 eröffnet wurde.

## Heute

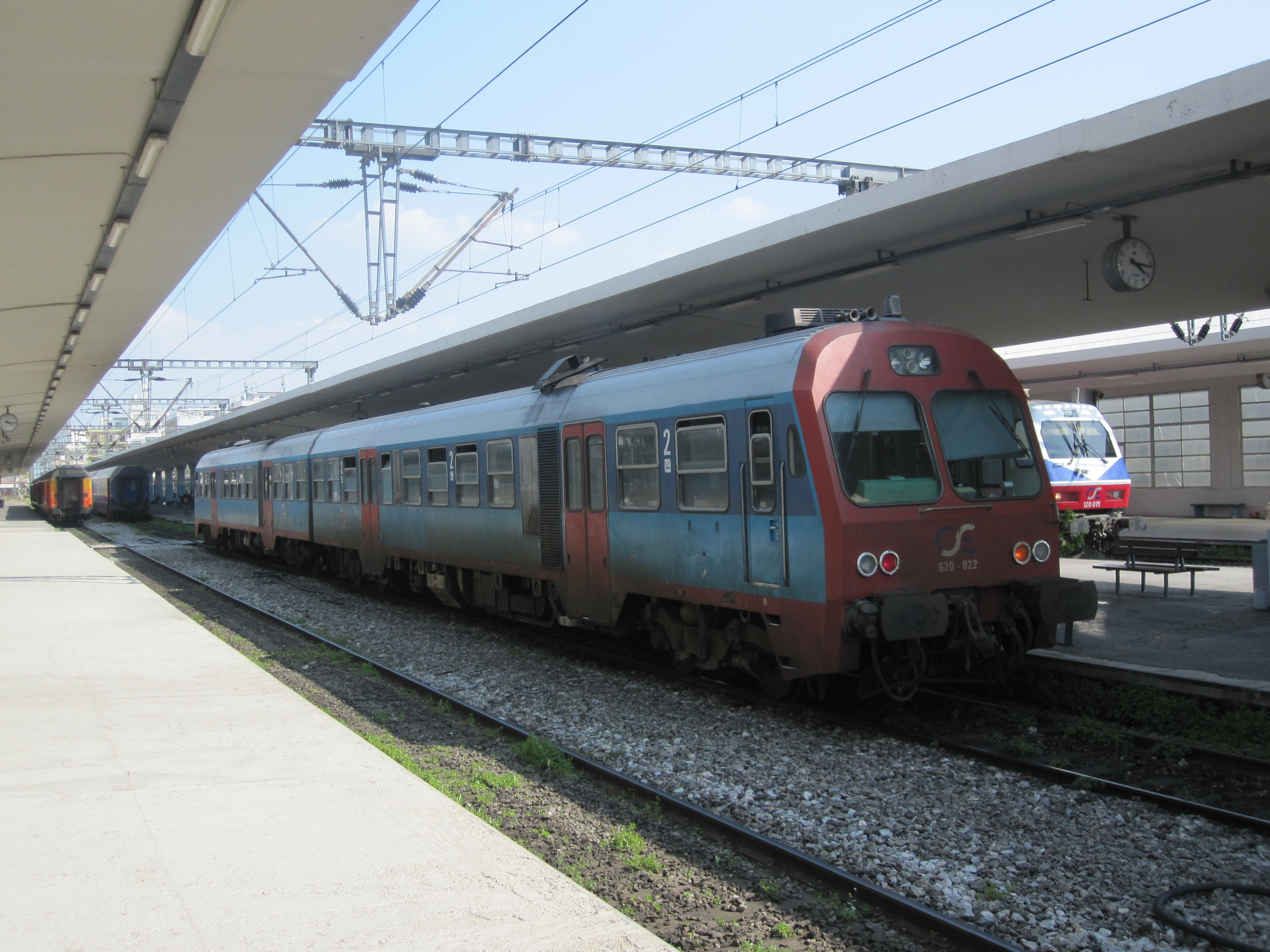
Regionalzug am Neuen Bahnhof Thessaloniki (2010)

Der Kopfbahnhof liegt in Hochlage und verfügt über sieben Bahnsteiggleise, sechs an drei Mittelbahnsteigen und einen am Hausbahnsteig, sowie zwei Abstellgleise. Die Bahnsteige werden über einen Tunnel erreicht, das Empfangsgebäude liegt südlich parallel zu den Gleisen.
Der Bahnhof ist einer der am stärksten frequentierten Bahnhöfe Griechenlands.
Hier beginnen und enden die Strecken Piräus–Athen–Larisa–Thessaloniki, Thessaloniki–Serres–Drama–Alexandroupolis(–Ormenio), Thessaloniki–Idomeni und –Promachonas.

## Verkehrsanbindung
Der Bahnhof ist über eine Buslinie mit dem regionalen Busbahnhof sowie mit dem Flughafen Thessaloniki verbunden, des Weiteren halten hier mehrere Stadtbuslinien. Die Anbindung durch die Metro Thessaloniki wurde 2024 fertiggestellt.